# Chelinidea hunteri
Chelinidea hunteri är en insektsart som beskrevs av Bruce Gordon Hamlin 1923. Chelinidea hunteri ingår i släktet Chelinidea och familjen bredkantskinnbaggar. Inga underarter finns listade i Catalogue of Life.